# Fußball-Verbandsliga Niederrhein 1978/79
Die Fußball-Verbandsliga Niederrhein 1978/79 war die 33. Spielzeit der höchsten Spielklasse im Fußballverband Niederrhein. Sie war auf der vierten Ligenebene unterhalb der Oberliga Nordrhein angesiedelt und wurde in einer Staffel ausgetragen.
Im Vergleich zur Vorsaison waren die meisten Vereine in die neu gegründete Oberliga Nordrhein gewechselt, so dass nur sieben Mannschaften in der Liga verblieben. Aus der Landesliga kamen die neun Aufsteiger TSV Aufderhöhe, BV Lüttringhausen, die Amateurmannschaft des Wuppertaler SV, die Amateurmannschaft von Bayer 05 Uerdingen, VfL Rhede (alle erstmals in der Verbandsliga), VfL Benrath (Wiederaufstieg nach fünf Jahren), Rheydter SV, VfB Lohberg (beide Wiederaufstieg nach drei Spielzeiten) und Hamborn 07 (Rückkehr nach sechs Jahren) hinzu.
Sieger wurde erstmals die Amateurmannschaft von Bayer 05 Uerdingen, die zusammen mit dem BV Lüttringhausen in die Oberliga Nordrhein aufstieg.
Am Saisonende mussten die Mannschaften auf den letzten drei Plätzen absteigen. Gelria Geldern musste die Verbandsliga nach zwei Spielzeiten wieder verlassen, die Amateurmannschaft des Wuppertaler SV sowie der TSV Solingen-Aufderhöhe nach einer Saison.

## Abschlusstabelle
| Pl. | Verein                          | Sp. | S  | U  | N  | Tore    | Diff. | Punkte |
| --- | ------------------------------- | --- | -- | -- | -- | ------- | ----- | ------ |
| 1.  | Bayer 05 Uerdingen Amateure (N) | 30  | 16 | 11 | 3  | 049:260 | +23   | 43:17  |
| 2.  | BV Lüttringhausen (N)           | 30  | 15 | 10 | 5  | 053:310 | +22   | 40:20  |
| 3.  | VfL Rhede (N)                   | 30  | 18 | 2  | 10 | 061:440 | +17   | 38:22  |
| 4.  | Fortuna Düsseldorf Amateure     | 30  | 14 | 8  | 8  | 079:500 | +29   | 36:24  |
| 5.  | Hamborn 07 (N)                  | 30  | 13 | 7  | 10 | 053:490 | +4    | 33:27  |
| 6.  | Sterkrade 06/07                 | 30  | 13 | 6  | 11 | 057:480 | +9    | 32:28  |
| 7.  | VfB Bottrop                     | 30  | 11 | 8  | 11 | 059:570 | +2    | 30:30  |
| 8.  | VfB Lohberg (N)                 | 30  | 9  | 11 | 10 | 067:620 | +5    | 29:31  |
| 9.  | VfL Benrath (N)                 | 30  | 12 | 5  | 13 | 055:580 | −3    | 29:31  |
| 10. | SSVg Velbert                    | 30  | 11 | 6  | 13 | 051:500 | +1    | 28:32  |
| 11. | VfR Neuss                       | 30  | 10 | 8  | 12 | 043:490 | −6    | 28:32  |
| 12. | TuS Grevenbroich                | 30  | 10 | 7  | 13 | 046:500 | −4    | 27:33  |
| 13. | Rheydter SV (N)                 | 30  | 12 | 3  | 15 | 052:680 | −16   | 27:33  |
| 14. | Gelria Geldern                  | 30  | 9  | 6  | 15 | 048:610 | −13   | 24:36  |
| 15. | Wuppertaler SV Amateure (N)     | 30  | 8  | 4  | 18 | 037:630 | −26   | 20:40  |
| 16. | TSV Solingen-Aufderhöhe (N)     | 30  | 6  | 4  | 20 | 027:710 | −44   | 16:44  |

| (M) | Staffelsieger der Verbandsliga Niederrhein 1977/78 |
| (A) | Absteiger aus der 2. Bundesliga Nord 1977/78       |
| (N) | Aufsteiger aus der Landesliga Niederrhein 1977/78  |